# Online-Datensicherung
Als Online-Datensicherung, Online-Backup, Cloud-Backup oder Web-Backup bezeichnet man eine Datensicherung über das Internet. Diese erfolgt auf Datenspeichern eines Internetdienstanbieters in einem Rechenzentrum.
Das Verfahren entlastet den Anwender, selbst zuverlässige Datenspeicher zu beschaffen, regelmäßig zu prüfen, zu verwalten und vor Verlust zu sichern.

## Vorgehensweise
Der Kunde erhält nach Anmeldung einen Benutzernamen und ein Kennwort für den Zugang zur Datensicherung. Einige Anbieter ermöglichen es dem Kunden, sein Konto mittels Zwei-Faktor-Authentisierung zu sichern. Technische Voraussetzung ist ein Internetzugang. Die Software für eine Datensicherung oder auch der Upload über eine Webseite sollten eine sichere Verschlüsselung gewährleisten, um die übertragenen Daten vor fremdem Zugriff zu schützen.
Weil die Datenübertragungsrate von Internetzugängen meist nur einen Bruchteil derer von Laufwerken und Local Area Networks beträgt, kann die Software eine Datenkompression durchführen, soweit das möglich ist. Schon komprimiert gespeicherte Daten – zum Beispiel in den Dateiformaten ZIP, JPEG, MPEG oder MP3 –  kann sie kaum weiter komprimieren.
Über einen Internetzugang mit einer Datenübertragungsrate von 1 Mbit/s können theoretisch 450 MB pro Stunde beziehungsweise 10,5 GB pro Tag übertragen werden. Dies ist beispielsweise eine mögliche Datenübertragungsrate beim Hochladen über ADSL 6000 in Deutschland. Mit schnelleren Internet-Zugängen wie z. B. per VDSL sind noch höhere Datenübertragungsgeschwindigkeiten möglich. Einige Dienstleister bieten an, größere Datenmengen mittels Festplatte oder DVDs auf dem Postweg auszutauschen, was sich insbesondere für eine größere Erst-Sicherung anbietet.
Wegen der relativ niedrigen Datenübertragungsrate kommt dem Verfahren der inkrementellen Datensicherung, bei dem nur neue und geänderte Daten kopiert werden, besondere Bedeutung zu. Einige Anbieter durchsuchen mit ihrer Software Dateien nach geänderten Teilen und übertragen nur die veränderten Datenblöcke an den Datenspeicher (Block-Level). Einige erkennen, wenn Dateien nur umbenannt wurden und übertragen sie nicht erneut. Umbenannte Dateiordner und verschobene Dateien können nicht immer wiedererkannt werden, was zu erneuten Dateiübertragungen führen kann.
Manche Lösungen wie z. B. Netzdrive, Novell iFolder, Dropbox, Fabasoft Folio Cloud oder Recovery Guard bieten Merkmale wie eine Verschlüsselung von Daten auf dem Server, die Vergabe von Datei-Zugriffsrechten an bestimmte andere Nutzer oder Nutzergruppen, die Replikation von Daten auf mehrere Server und eine Versionskontrolle von Änderungen an, wodurch ähnliche Eigenschaften wie von sogenannten verteilten Dateisystemen erreicht werden. Sofern eine Einschränkbarkeit des Zugriffs besteht, überschneidet sich die Funktionalität dieser Software teilweise mit solcher zum Filesharing.
Einige Lösungen unterhalten ihre Serverstruktur ausschließlich in Deutschland, weshalb der gesamte Datenverkehr den strengen deutschen Datenschutzgesetzen untersteht, mit der Folge zusätzlicher Sicherung gegen nicht autorisierten Zugriff. Wenige Lösungen bieten darüber hinaus noch eine Ende-zu-Ende-Verschlüsselung, durch welche die Daten bereits lokal auf dem eigenen Rechner verschlüsselt werden und somit bereits auf dem Weg zum Server hin sicher verschlüsselt sind.
Moderne Anbieter bieten in ihrer Software nicht nur Online-Backup an, sondern auch die parallele Sicherung auf lokale Medien, wie ein Bandlaufwerk oder USB-Peripherie. Diese Kombination aus lokalem und Online-Backup wird als Hybrid-Backup bezeichnet. Firmen sollten darauf achten, dass SQL-Datenbanken wie z. B. Microsoft SQL Server unterstützt werden und eine komplette Systemwiederherstellung Disaster Recovery im Fall eines Serverausfalls enthalten ist. Nützlich ist auch ein direkter, in der Online-Backup-Software integrierter Virenscanner, welcher die zu sichernden oder wiederherzustellenden Daten überprüft und somit die Sicherheit des Backups erhöht.

## Online-Dienste
| Name               | Speicherplatz in GB (kostenlos)               | Speicherplatz in GB (kostenpflichtig)                   | Block- Level- Backup | Freigabe von Ordnern | Software                              | Web- Interface             | Plattformen                                                    | Sitz                             |
| ------------------ | --------------------------------------------- | ------------------------------------------------------- | -------------------- | -------------------- | ------------------------------------- | -------------------------- | -------------------------------------------------------------- | -------------------------------- |
| CrashPlan          | unbegrenzt (30 Tage)                          | 10/unbegrenzt                                           | ja                   | nein                 | ja (CrashPlan+)                       | ja                         | Win, Mac, Linux, Solaris                                       | USA                              |
| Dropbox            | 2 (bis zu 22,875)                             | 100/200/500/1000 bis unbegrenzt                         | ja                   | ja                   | ja (Dropbox)                          | ja                         | Win, Mac, Linux, Android, iOS, BlackBerry                      | USA                              |
| Fabasoft           | 5                                             | 10/100/1000                                             | nein                 | ja                   | ja (Fabasoft Folio Cloud)             | ja                         | Win, Mac, Linux, Android, iOS                                  | Deutschland, Österreich, Schweiz |
| FTAPI              | 3 (7 Tage)                                    | unbegrenzt                                              | nein                 | ja                   | ja                                    | ja                         | Win, Mac, Linux, Android, iOS                                  | Deutschland                      |
| F-Secure           | –                                             | 5/25                                                    | ja                   | ja                   | ja                                    | ja                         | Win, Mac                                                       | Finnland                         |
| Google Drive       | 15 (exklusive WhatsApp-Backup)                | 100/200/2000/5000/10000/20000/30000                     | k. A.                | ja                   | ja                                    | ja                         | Win, Mac, Android, iOS, Linux (zukünftig)                      | USA                              |
| iCloud             | 5 (exklusive Musik, Apps, Bücher, Fotostream) | 50/200/2000 (exklusive Musik, Apps, Bücher, Fotostream) | nein                 | nein                 | ja                                    | ja                         | Win, Mac, iOS                                                  | USA                              |
| MagentaCLOUD       | 3 für alle, 15 für Telekom-Kunden             | 100/500/1000/5000                                       | k. A.                | ja                   | ja                                    | ja                         | Win, Mac                                                       | Deutschland                      |
| Mega               | 15                                            | 500/2000/4000                                           | ja                   | ja                   | ja                                    | ja                         | Win, Mac, Android, iOS                                         | Neuseeland                       |
| Windows Live Mesh  | 5                                             | –                                                       | k. A.                | ja                   | ja (Teil von Windows Live Essentials) | ja (Windows Live SkyDrive) | Win, Mac                                                       | USA                              |
| Microsoft OneDrive | 5                                             | 100/1000/1200/1400/1600/1800/2000                       | nein                 | ja                   | ja                                    | ja                         | Win, Mac, Windows Phone, Android, iOS                          | USA                              |
| MOUNT10            | 1 (30 Tage)                                   | unbegrenzt                                              | ja                   | ja                   | ja (Attix5)                           | ja                         | Win, Mac, Linux (inkl. DBs)                                    | Schweiz                          |
| Netzdrive          | 5 (30 Tage)                                   | unbegrenzt                                              | ja                   | ja                   | ja                                    | nein                       | Win, Mac, Linux, iOS, Android                                  | Deutschland                      |
| SpiderOak          | 2 (60 Tage)                                   | 100–2000                                                | ja                   | ja                   | ja                                    | ja                         | Win, Mac, Linux, Android, iOS                                  | USA                              |
| Strato HiDrive     | 100 (30 Tage)                                 | 20–5000                                                 | ja                   | ja                   | ja (bei Linux via smb u. a.)          | ja                         | Win, Mac, Linux, Android, iOS, Windows Phone, Chrome, Synology | Deutschland                      |
| TeamDrive          | 2                                             | unbegrenzt                                              | nein                 | ja                   | ja                                    | ja                         | Win, Mac, Linux, Portable (Win USB-Laufwerk), iOS, Android     | Deutschland                      |
| data-SAFE.ch       | 15 (30 Tage)                                  | unbegrenzt                                              | ja                   | nein                 | ja                                    | ja                         | Win, Mac, Linux, diverse                                       | Schweiz                          |

## Nutzung in Deutschland
Laut einer Studie aus dem Jahr 2019 speichern 51 Prozent der deutschen Internetnutzer ihre privaten Daten online und weitere 33 Prozent können sich vorstellen, das in Zukunft zu tun. 76 Prozent der Nutzer sichern Fotos online und jeweils 56 Prozent sichern ihre Dokumente und ihren Kalender online.